# ベシャール県
ベシャール県（Béchar）は、アルジェリアの県（ウィラーヤ）。県都はベシャール。面積50,890平方キロメートル、人口221,467人（2008年）。
県の大部分はとくにグレート・ウェスタン・エルグやEr Raouiエルグといった住めない砂丘に覆われ、または乾燥した平原が占めている。よって住民の多くはサウーラ谷の周辺のオアシスに集中して居住する。主な資源のうち、石炭は県北部のベシャールやKenadsaにあり、銅は南部のDjebel Ben Tagineにある。
2019年12月に南部にあった6郡がベニ・アッベス県として分離した。これにより面積は16万平方キロメートルから大幅に縮小したが、前述の人が住めない地域が多くを占めていたため人口は約5万人の減少にとどまっている。

## 行政区画
この県は6のダイラ（郡）と11のbaladiyahs（基礎自治体）に分けられている。
郡:
1. Abadla
2. Béchar
3. Béni Ounif
4. Kénadsa
5. Lahmar
6. Taghit

基礎自治体:
1. Abadla
2. ベシャール
3. Beni Ounif
4. Boukais
5. Erg Ferradj
6. Kenadsa
7. Lahmar
8. Mechraa Houari Boumedienne
9. Meridja
10. Mogheul
11. Taghit

基礎自治体ではないが、アマギールなどの都市も存在する。